# Ellen Kajerdt
Ellen Victoria Kajerdt, född 12 mars 1893 i Eskilstuna, död 1981, var en svensk skulptör, ciselör och konsthantverkare. 
Hon var dotter till arkitekten Isak William Kajerdt och Karolina Wickholm. Kajerdt studerade vid Tekniska skolan i Eskilstuna 1910–1912 och för hovjuveleraren Hallberg och Tekniska skolan i Stockholm 1913–1915 samt vid den danska konstakademien i Köpenhamn 1916–1917. Hon medverkade under sin tid i Danmark på Charlottenborgs vårsalonger, i Sverige medverkade hon i utställningar på Liljevalchs konsthall och Valand Chalmers i Göteborg. Hennes konst består av modellerade statyetter samt figurkompositioner i ciselering. Hon var verksam under signaturen El Kajeretto. Kajerdt är representerad vid Nationalmuseum och Eskilstuna konstmuseum.